# Inge Diepman
Inge Diepman (Zutphen, 19 september 1963) is een Nederlands voormalig presentatrice bij de publieke omroepvereniging VARA.
Haar middelbare school was het Baudartius College in Zutphen. Ze volgde de opleiding hbo-jongerenwerk, waarna ze terechtkwam bij de radio, aanvankelijk als telefoniste bij Radio Oost in Zwolle. Ze nam echter al vrij snel plaats achter de microfoon als presentatrice en maker van nieuwsprogramma's bij diezelfde omroep. Daarnaast presenteerde Diepman vanaf locatie voor Omroep Flevoland een deel van de openingsuitzending.
Voor de radio presenteerde ze onder andere het programma Vroege Vogels. Voor het tijdschrift Margriet maakte ze interviews met bekende personen. In 1991 stapte ze over naar de televisie. Ze presenteerde programma's als Herexamen en Het zwarte schaap en tot 2005 het programma B&W. In 2001 kreeg ze een Academy Award voor de aflevering van Het zwarte schaap over Willem Aantjes.
In 2005 verliet Diepman de VARA. De laatste aflevering van Het zwarte schaap werd op 19 november van dat jaar uitgezonden. In december 2006 kwam ze terug op de televisie bij Teleac.
Diepman is getrouwd met Sylia de Graaf, voormalig nieuwslezeres bij het radionieuws van de NOS. Diepman en De Graaf hebben een eigen bedrijf waarmee ze onder meer optreden als communicatieadviseur. Over de geboorte en de dood van hun zoon David schreven ze de roman Diep, die in maart 2007 verscheen.